# Jakub Nowak (koszykarz)
Jakub Nowak (ur. 8 marca 1989 w Szamocinie) – polski koszykarz grający na pozycji rzucającego obrońcy i niskiego skrzydłowego, obecnie zawodnik Sokoła Międzychód.

## Życiorys
Jest wychowankiem Sokoła Międzychód, w którym występował w latach 2005–2008 i 2009–2011. W sezonie 2008/2009 został wypożyczony do klubu MKK Pyra Poznań. We wrześniu 2011 roku podpisał kontrakt z PBG Basket Poznań. Z klubem tym w sezonie 2011/2012 wystąpił w 17 meczach Polskiej Ligi Koszykówki, zdobywając w nich średnio po 3,2 punktu. W głosowaniu na uczestników konkursu wsadów w ramach Meczu Gwiazd Polskiej Ligi Koszykówki 2012 otrzymał 6 procent głosów, co było drugim wynikiem wśród zawodników spoza listy zaproponowanej przez Polską Ligę Koszykówki (więcej, bo 8 procent uzyskał Corsley Edwards), jednak mimo to nie otrzymał zaproszenia do udziału w tym konkursie. We wrześniu 2012 roku ponownie został zawodnikiem Sokoła Międzychód.

## Osiągnięcia
Indywidualne
- MVP grupy D II ligi (2021)[7]
- Zaliczony do I składu II ligi grupy A (2018, 2020)[8][9]

## Statystyki
| Sezon     | Drużyna          | M  | S5 | MPG | FG% | 3P% | FT% | RPG | APG | SPG | BPG | PPG |
| --------- | ---------------- | -- | -- | --- | --- | --- | --- | --- | --- | --- | --- | --- |
| 2011/2012 | PBG Basket (PLK) | 17 | 1  | 9,0 | 41% | 44% | 62% | 0,9 | 0,5 | 0,2 | 0,1 | 3,2 |